# Римини (округ)
Округ Римини (итал. Provincia di Rimini) је округ у оквиру покрајине Емилија-Ромања у северној Италији. Седиште округа покрајине и највеће градско насеље је истоимени град Римини.
Површина округа је 535 км², а број становника 303.270 (2008. године).

## Природне одлике
Округ Римини се налази у северном делу државе са државном границом на западу ка Сан Марину. Округ је са изласком на Јадранско море на истоку. Јадранска обала је дуга, равна и приступачна. Источна половина округа је равничарског карактера, у области крајње Падске низије. Западни део чине планине северних Апенина.

## Становништво
По последњим проценама из 2008. године у округу Римини живи преко 300.000 становника. Густина насељености је изузетно велика, преко 550 ст/км². Приморски део округа је знатно боље насељен, нарочито око града Риминија. Западни, планински део је ређе насељен и слабије развијен.
Поред претежног италијанског становништва у округу живе и велики број досељеника из свих делова света.

## Општине и насеља
У округу Римини постоји 20 општина (итал. Comuni).
Најважније градско насеље и седиште округа је град Римини (140.000 ст.) у источном делу округа. Други по величини је град Ричионе (35.000 ст.) у јужном делу округа.